# Etta James
Etta James, nascida Jamesetta Hawkins, (Los Angeles, 25 de janeiro de 1938 — Riverside, 20 de janeiro de 2012) foi uma cantora norte-americana de blues, R&B, jazz e música gospel, vulgarmente apelidada de Miss Peaches.
Ficou na 22ª posição entre os maiores cantores de todos os tempos, pela revista Rolling Stone, sendo a 3ª mulher mais bem colocada, ficando atrás apenas de Tina Turner (17ª) e de Aretha Franklin (1ª).

## Antes da fama
Etta James nasceu na Califórnia, filha de Dorothy Hawkins, uma afro-americana, mãe solo, de 16 anos. Filha de pai branco, Etta procurou saber quem era seu progenitor, desconhecido até então, e que sua mãe diz ser Minnesota Fats, do qual ela recebia uma pensão na condição de manter segredo sobre sua paternidade.
Ela teve o seu primeiro contacto com a música aos 5 anos de idade, tendo aulas com James Earle Hines, director musical da escola Echoes of Eden da Igreja Batista de St. Paul, em Los Angeles.
Sua família mudou-se para São Francisco, Califórnia, em 1950, e, em 1952, Etta e mais duas amigas formaram um trio doo-wop Creolettes, o qual viria a chamar a atenção de Johnny Otis. Otis inverteu as sílabas do seu nome para lhe dar uma melhor sonoridade assim surgindo o seu nome artístico. A partir daí Otis investiu na garota começando a gravar os seus primeiros temas.

## Começo da fama e carreira

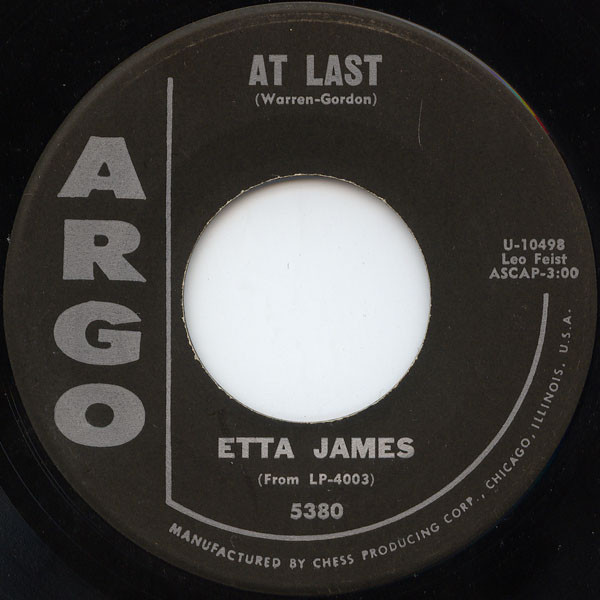
Rótulo do disco 'At last', de Etta James.

Sua primeira gravação, e seu primeiro êxito R&B, foi de sua própria autoria, "The Wallflower (Dance with Me, Henry)", uma música-resposta para a música de Hank Ballard, "Work with Me, Annie". Em 1954, Etta gravou juntamente com a banda de Otis e com Richard Berry, o qual cantava a segunda voz. A canção, que não estava totalmente boa, foi re-escrita por Georgia Gibbs, ganhando o título de "Dance with Me, Henry". Também gravou momentaneamente com a banda intitulada Etta James & the Peaches, com diversos hits, sendo contratada mais tarde pela Chess Records, em 1960.
Saiu em turnê com Johnny "Guitar" Watson juntamente com Otis nos anos '50 e foi referida por Watson como a penúltima influência em seu estilo.
Ela lançou vários duetos com Harvey Fuqua (dos The Moonglows), dos quais surgiu o seu maior sucesso já gravado, a belíssima e clássica "At Last". A canção, que apareceu juntamente com outros êxitos como "All I Could Do Was Cry" e "Trust in Me", foi incluída no seu álbum de estreia, "At Last!".
Etta James teve um sério problema de drogas e romances mal sucedidos, que interferiram em sua carreira. Posteriormente ela teve problemas com a obesidade (chegando a ter quase 200 kg), que levaram-na a fazer uma cirurgia gástrica em 2003, fazendo-a perder quase 100 kg. Em 2003 Etta James recebeu uma estrela na Calçada da Fama de Hollywood.
Etta fez tours pela América junto com seus dois filhos, Donto e Sametto. Em 2011, com uma participação não-creditada (porém autorizada), cantou com o rapper Flo Rida, na música Good Feeling. Cinco dias antes de fazer 74 anos, no dia 20 de Janeiro de 2012, ela sucumbiu à leucemia e a outras doenças, no Riverside Community Hospital, na cidade de Riverside, na Califórnia. Ela foi diagnosticada com a doença em janeiro de 2011. Foi sepultada no Inglewood Park Cemetery, Inglewood, Califórnia no Estados Unidos.

## Discografia
1960 – At last

1. Etta James - 01 - Anything to Say You're Mine (2:37)

2. Etta James - 02 - My Dearest Darling (3:05)

3. Etta James - 03 - Trust in Me (3:01)

4. Etta James - 04 - A Sunday Kind of Love (3:18)

5. Etta James - 05 - Tough Mary (2:27)

6. Etta James - 06 - I Just Want to Make Love to You (3:08)

7. Etta James - 07 - At Last (3:02)

8. Etta James - 08 - All I Could Do Is Cry (2:58)

9. Etta James - 09 - Stormy Weather (3:10)

10. Etta James - 10 - Girl of My Dreams [Boy of My Dreams] (2:25)

11. Etta James - 11 - My Heart Cries (2:36)

12. Etta James - 12 - Spoonful (2:50)

13. Etta James - 13 - It's a Cryin' Shame (2:54)

14. Etta James - 14 - If I Can't Have You (2:50)

1961 – The Second Time Around

1. Etta James - Don't Cry Baby (2:35)

2. Etta James - Fool That I Am (3:02)

3. Etta James - One For My Baby (2:59)

4. Etta James - In My Diary (3:17)

5. Etta James - Seven Day Fool (2:26)

6. Etta James - It's Too Soon To Know (3:06)

7. Etta James - Dream (3:00)

8. Etta James - I'll Dry My Tears (2:55)

9. Etta James - Plum Nuts (3:08)

10. Etta James - Don't Get Around Much Anymore (2:22)

1964 - Rocks the house

1. Etta James - Something's Got A Hold On Me (5:02)

2. Etta James - Baby What You Want Me To Do (4:14)

3. Etta James - What'd I Say (3:15)

4. Etta James - Money (That's What I Want) (3:22)

5. Etta James - Seven Day Fool (4:20)

6. Etta James - Sweet Little Angel (4:14)

7. Etta James - Ohh Poo Pah Doo (4:04)

8. Etta James - Woke Up This Morning (3:38)

9. Etta James - Ain't That Lovin' You Baby (2:51)

10. Etta James - All I Could Do Is Cry (3:21)

11. Etta James - I Just Want To Make Love To You (3:40)

1966 - The Sweetest Peaches

1. Etta James - All I Could Do Was Cry (2:59)

2. Etta James - If I Can't Have You (2:52)

3. Etta James - At Last (3:01)

4. Etta James - Pushover (2:57)

5. Etta James - Something's Got A Hold On Me (2:50)

6. Etta James - Fool That I Am (3:01)

7. Etta James - Baby, What You Want Me To Do (4:14)

8. Etta James - Stop The Wedding (2:43)

9. Etta James - I Prefer You (3:06)

10. Etta James - Do I Make Myself Clear (3:02)

11. Etta James - I Wish Someone Would Care (2:37)

12. Etta James - In The Basement (2:21)

1967 - Tell Mama Chess

1. Etta James - Tell Mama (2:21)

2. Etta James - I'd Rather Go Blind (2:34)

3. Etta James - Watch Dog (2:05)

4. Etta James - The Love of My Man (2:39)

5. Etta James - I'm Gonna Take What He's Got (2:32)

6. Etta James - The Same Rope (2:39)

7. Etta James - Security (2:28)

8. Etta James - Steal Away (2:20)

9. Etta James - My Mother in Law (2:21)

10. Etta James - Don't Lose Your Good Thing (2:25)

11. Etta James - It Hurts Me So Much (2:34)

12. Etta James - Just a Little Bit (2:05)

13. Etta James - Do Right Woman, Do Right Man (2:58)

14. Etta James - You Took It (2:36)

15. Etta James - I Worship The Ground You Walk On (2:24)

16. Etta James - I Got You Babe (2:26)

17. Etta James - You Got It (2:24)

18. Etta James - I've Gone Too Far (2:20)

19. Etta James - Misty (3:12)

20. Etta James - Almost Persuaded (3:20)

21. Etta James - Fire (2:23)

22. Etta James - Do Right Woman, Do Right Man (alternate) (2:59)

1969 - Sings Funk (Vynyl)

1. Etta James - 01 - Tighten Up Your Own Thing (2:40)

2. Etta James - 02 - Sweet Memories (3:32)

3. Etta James - 03 - Quick Reaction & Satisfaction (2:35)

4. Etta James - 04 - Nothing From Nothing Leaves Nothing (3:32)

5. Etta James - 05 - My Man Is Together (4:07)

6. Etta James - 06 - Are My Thoughts With You (3:20)

7. Etta James - 07 - The Man I Love (2:51)

8. Etta James - 08 - Sound Of Love (2:47)

9. Etta James - 09 - When I Stop Dreaming (2:33)

10. Etta James - 10 - What Fools We Mortals Be (3:05)

11. Etta James - 11 - Your Replacement (3:07)

1973 - Etta James - (Vynyl)

1. Etta James - All The Way Down (5:36)

2. Etta James - God's Song (That's Why I Love Mankind) (3:39)

3. Etta James - Only A Fool (2:42)

4. Etta James - Down So Low (3:42)

5. Etta James - Leave Your Hat On (3:24)

6. Etta James - Sail Away (3:59)

7. Etta James - Yesterday's Music (4:19)

8. Etta James - Lay Back Daddy (2:39)

9. Etta James - Just One More Day (3:20)

1974 - Come A Little Closer (Remastered 1997)

01 Out On The Street Again

02 Mama Told Me

03 You Give Me What I Want

04 Come A Little Closer

05 Let's Burn Down The Cornfield

06 Power Play

07 Feeling Uneasy

08 St. Louis Blues

09 Gonna Have Some Fun Tonight

10 Sookie Sookie

11 Lovin' Arms

12 Out On The Street Again (single edit)

1978 - Deep In The Night
1. Etta James - Laying Beside You (4:02)
2. Etta James - Piece Of My Heart (3:45)
3. Etta James - Only Women Bleed (4:10)
4. Etta James - Take It To The Limit (4:07)
5. Etta James - Deep In The Night (4:56)
6. Etta James - Lovesick Blues (3:36)
7. Etta James - Strange Man (3:23)
8. Etta James - Sugar On The Floor (4:43)
9. Etta James - Sweet Touch Of Love (3:20)
10. Etta James - Blind Girl (5:11)
1980 - Changes (Vynyl)
1. Etta James - Mean Mother (4:27)
2. Etta James - Who's Getting Your Love (3:16)
3. Etta James - Donkey (3:15)
4. Etta James - It Takes Love to Keep a Woman (4:10)
5. Etta James - Changes (3:56)
6. Etta James - Wheel of Fire (3:27)
7. Etta James - Don't Stop (3:20)
8. Etta James - Night People (4:43)
9. Etta James - Who's Getting Your Love (3:32)
10. Etta James - With You in Mind (4:13)
1982 - Red Hot 'n' Live
01 - Respect Yourself.mp3
02 - I'd Rather Go Blind.mp3
03 - Shake Your Bootie.mp3
04 - Dust Your Broom.mp3
05 - Summer Heat.mp3
06 - Drown In My Own Tears.mp3
07 - Can't Turn You Loose.mp3
08 - Rock Me Baby.mp3
09 - Stormy Monday.mp3
1986 - Blues In The Night (with Eddie Vinson)
01 Kidney Stew
02 When My Baby Left Me
03 Railroad Porter Blues
04 Something's Got a Hold on Me
05 Medley - At Last, Trust Me, Sunday Kind of Love
06 I Just Wanna Make Love to You
07 Please Send Me Someone to Love
08 Lover Man (Oh Where Can You Be)
09 Misty
1992 - My Greatest Songs
01 Something's Got A Hold On Me
02 Sunday Kind Of Love
03 Pushover
04 Miss Pitiful
05 Trust In Me
06 Spoonful (Duett With Harvey Fuqua)
07 Tell Mama
08 At Last
09 Payback
10 Security
11 I'd Rather Go Blind
12 I Just Want To Make Love To You
13 Stop The Wedding
14 Two Sides (To Every Story)
15 I Found Love
16 It's All Right
1987 - Hickory Dickory Dock 
01. Hickory Dickory Dock 03:02
02. W-O-M-A-N- 02:43
03. My One and Only 02:26
04. I'm a Fool 02:26
05. Strange Things Happening 02:30
06. Hey Henry 02:53
07. I Hope You're satisfied 03:03
08. Good Rockin' Daddy 02:23
09. Sunshine of Love 02:26
10. That's All 02:15
11. Call me a Fool 02:46
12. Tears of Joy 02:28
13. The Pick Up 02:22
14. market place 02:52
15. Tough Lover 02:10
16. Doin' Something Crazy 03:21
17. Be My Lovey Dovey 02:02
18. Nobody Loves You Like I Do 02:25
19. You Know What I Mean 03:05
20. The Wallflower 02:57
21. Every Night 02:20
22. We're In Love 01:45
1988 - Seven Year Itch
1. I Got The Will 2:54
2. Jump Into My Fire 4:07
3. Shakey Ground 3:18
4. Come To Mama 4:22
5. Damn Your Eyes 4:11
6. Feel Like Breaking Up Somebody's Home 4:29
7. The Jealous Kind 4:11
8. How Strong Is A Woman 3:27
9. It Ain't Always What You Do (It's Who You Let See You Do It) 3:27
10. One Night 4:13
1989 - Live in Minnesota - March 17
1. Etta James - 01- Instrumental (5:03)
2. Etta James - 02-Instrumental (4:53)
3. Etta James - 03-Tell Mama (4:40)
4. Etta James - 04-I'd Rather go blind (7:31)
5. Etta James - 05-Somethings got a hold on me (8:55)
6. Etta James - 06-Damn Your eyes (9:58)
7. Etta James - 07-Breakin up somebodys home (5:22)
8. Etta James - 08-Medley.My dearest Darling-All I Can Do Was Cry (8:18)
9. Etta James - 01-Stop The Wedding (3:41)
10. Etta James - 02-Baby What you want me to do (14:32)
11. Etta James - 03-Take it to the Limit (5:39)
12. Etta James - 04-Come to Mama (6:19)
13. Etta James - 05-Shakey Ground (5:38)
14. Etta James - 06-Sugar On the floor (11:47)
15. Etta James - 07-I got the Will (4:55)
1990 - Stickin' To My Guns
1. Etta James - Whatever Gets You Through the Night (3:49)
2. Etta James - Love To Burn (3:30)
3. Etta James - The Blues Don't Care (3:42)
4. Etta James - Your Good Thing (Is About To End) (3:53)
5. Etta James - Get Funky (4:45)
6. Etta James - Beware (3:38)
7. Etta James - Out of the Rain (4:33)
8. Etta James - Stolen Affection (3:53)
9. Etta James - A Fool In Love (3:24)
10. Etta James - I've Got Dreams To Remember (4:28)
1992 - The Right Time
1. I Sing The Blues (5:45)
2. Love and Happiness (4:28)
3. Evening of Love (3:39)
4. Wet Match (3:02)
5. You're Taking Up Another Man's Place (3:44)
6. Give It Up (3:41)
7. Let It Rock (3:33)
8. Ninety-Nine and a Half (Won't Do) (3:02)
9. You've Got Me (4:14)
10. Night Time Is The Right Time (5:07)
11. Down Home Blues (4:37)
1993 - The Essential Etta James
1. Etta James - All I Could Do Is Cry (2:55)
2. Etta James - My Dearest Darling (3:02)
3. Etta James - If I Can't Have You (2:52)
4. Etta James - A Sunday Kind of Love (3:18)
5. Etta James - Anything to Say You're Mine (2:36)
6. Etta James - At Last (3:01)
7. Etta James - Seven Day Fool (3:00)
8. Etta James - Trust in Me (2:59)
9. Etta James - Don't Cry Baby (2:26)
10. Etta James - Fool That I Am (2:57)
11. Etta James - One for My Baby (3:27)
12. Etta James - Waiting for Charlie (To Come Home) (2:07)
13. Etta James - Something's Got a Hold On Me (2:49)
14. Etta James - Next Door to the Blues (2:49)
15. Etta James - These Foolish Things (Remind Me of You) (3:58)
16. Etta James - Stop the Wedding (2:51)
17. Etta James - Prisoner of Love (2:13)
18. Etta James - Pushover (2:54)
19. Etta James - Would It Make Any Difference to You (2:38)
20. Etta James - Pay Back (2:39)
21. Etta James - Two Sides to Every Story (3:03)
22. Etta James - Baby What You Want Me to Do (4:19)
23. Etta James - In The Basement, Part One (2:22)
24. Etta James - Loving You More Every Day (3:21)
25. Etta James - Do I Make Myself Clear (3:00)
26. Etta James - I Prefer You (3:05)
27. Etta James - It Must Be Your Love (2:56)
28. Etta James - 842-3089 (Call My Name) (3:00)
29. Etta James - I'd Rather Go Blinkd (2:34)
30. Etta James - Tell Mama (2:22)
31. Etta James - Do Right Woman, Do Right Man (2:59)
32. Etta James - Security (2:28)
33. Etta James - Almost Persuaded (3:21)
34. Etta James - You Got It (2:25)
35. Etta James - Miss Pitiful (2:22)
36. Etta James - Losers Weepers, Part One (2:59)
37. Etta James - W.O.M.A.N. (3:15)
38. Etta James - I Never Meant to Love Him (3:50)
39. Etta James - You Can Leave Your Hat On (3:23)
40. Etta James - God's Song (That's Why I Love Mankind) (3:37)
41. Etta James - All the Way Down (5:36)
42. Etta James - Lovin' Arms (3:48)
43. Etta James - Feeling Uneasy (2:50)
44. Etta James - Let's Burn Down the Cornfield (3:45)
1994 - Live From San Francisco
1. Etta James - I Just Want To Make Love To You (3:02)
2. Etta James - Take It To the Limit (5:42)
3. Etta James - Baby What You Want Me To Do (5:02)
4. Etta James - Sugar On the Floor (6:05)
5. Etta James - Tell Mama (4:00)
6. Etta James - I'd Rather Go Blind (4:55)
7. Etta James - Otis Redding Medley—Hard To Handle—Just One More Day—Can't Turn You Loose (9:30)
8. Etta James - Born Blue (3:55)
1994 - Mystery Lady, Songs Of Billie Holiday
1. Etta James - Don't Explain (5:19)
2. Etta James - You've Changed (4:37)
3. Etta James - The Man I Love (4:30)
4. Etta James - I Don't Stand a Ghost of a Chance (With You) (4:19)
5. Etta James - Lover Man (Oh Where Can You Be) (5:26)
6. Etta James - Embraceable You (3:59)
7. Etta James - How Deep Is the Ocean (4:20)
8. Etta James - (I'm Afraid) The Masquerade Is Over (5:49)
9. Etta James - Body and Soul (4:19)
10. Etta James - The Very Thought of You (4:34)
11. Etta James - I'll Be Seeing You (4:43)
1995 - These Foolish Things
1. Etta James - Only Time Will Tell (3:25)
2. Etta James - I Want To Be Loved (But Only By You) (3:25)
3. Etta James - Prisoner Of Love (2:15)
4. Etta James - How Do You Speak To An Angel? (2:41)
5. Etta James - These Foolish Things (4:01)
6. Etta James - You Can't Talk To A Fool (3:15)
7. Etta James - Again (3:42)
8. Etta James - Tomorrow Night (3:20)
9. Etta James - Don't Take Your Love From Me (3:37)
10. Etta James - Lover Man (Oh, Where Can You Be) (3:54)
11. Etta James - Don't Blame Me (2:24)
12. Etta James - I Won't Cry Anymore (3:17)
13. Etta James - Tell It Like It Is (3:27)
14. Etta James - Hold Back The Tears (6:12)
1995 - Time After Time
1. Don't Go to Strangers
2. Teach Me Tonight
3. Love Is Here to Stay
4. Nearness of You
5. Time After Time
6. My Funny Valentine
7. Everybody's Somebody's Fool
8. Fool That I Am
9. Willow Weep for Me
10. Imagination
11. Night and Day
12. Someone to Watch over Me
1996 - The Genuine Article
1. Etta James - I Just Want To Make Love To You (3:04)
2. Etta James - A Sunday Kind Of Love (3:14)
3. Etta James - I Just Want To Be Loved (But Only By You) (3:21)
4. Etta James - I‘d Rather Go Blind (2:34)
5. Etta James - Tell Mama (2:20)
6. Etta James - Stormy Weather (3:05)
7. Etta James - Do Right Woman, Do Right Man (2:58)
8. Etta James - Security (2:27)
9. Etta James - Miss Pitiful (2:20)
10. Etta James - You Got It (2:23)
11. Etta James - It‘s All Right (2:38)
12. Etta James - I Found A Love (3:25)
13. Etta James - At Last (2:58)
14. Etta James - All I Could Do Is Cry (2:54)
15. Etta James - Spoonful (2:46)
16. Etta James - Don‘t Blame Me (2:21)
17. Etta James - 842-3089 (Call My Name) (2:56)
18. Etta James - These Foolish Things (Remind Me Of You) (3:56)
19. Etta James - If I Can‘t Have You (2:45)
20. Etta James - Something‘s Got A Hold On Me (2:47)
21. Etta James - Tell It Like It Is (3:23)
22. Etta James - WOMAN (3:12)
23. Etta James - I Never Meant To Love Him (3:47)
24. Etta James - Lovin‘ Arms (3:47)
1997 - Her Best
1. Etta James - At last (3:00)
2. Etta James - All I Could Do Is Cry (2:54)
3. Etta James - If I Can't Have You (duet with Harvey Fuqua) (2:49)
4. Etta James - A Sunday Kind Of Love (3:16)
5. Etta James - My Dearest Darling (2:58)
6. Etta James - Something's Got A Hold On Me (2:47)
7. Etta James - Trust In Me (2:57)
8. Etta James - Next Door To The Blues (2:46)
9. Etta James - Don't Cry Baby (2:24)
10. Etta James - Fool That I Am (2:56)
11. Etta James - Two Sides To Every Story (3:01)
12. Etta James - Pushover (2:53)
13. Etta James - Stop The Wedding (2:51)
14. Etta James - In The Basement, Part One (duet with Sugar Pie DeSanto) (2:20)
15. Etta James - Baby, What Do You Want Me To Do (live) (4:17)
16. Etta James - I'd Rather Go Blind (2:33)
17. Etta James - Security (2:28)
18. Etta James - Loser's Weepers, Part One (3:00)
19. Etta James - All The Way Down (5:34)
20. Etta James - Tell Mama (2:21)
1997 - Love's Been Rough On Me
1. Etta James - The Rock (3:34)
2. Etta James - Cry Like A Rainy Day (5:22)
3. Etta James - Love's Been Rough On Me (3:09)
4. Etta James - Love It Or Leave It Alone (5:30)
5. Etta James - Don't Touch Me (3:58)
6. Etta James - Hold Me (3:47)
7. Etta James - If I Had Any Pride Left At All (3:49)
8. Etta James - I Can Give You Everything (3:17)
9. Etta James - I've Been Lovin' You Too Long (4:22)
10. Etta James - Done In The Dark (4:19)
1998 - 12 Songs of Christmas
1. Etta James - 01 - Winter Wonderland (4:26)
2. Etta James - 02 - Jingle Bells (5:26)
3. Etta James - 03 - This Time of Year (5:47)
4. Etta James - 04 - Merry Christmas, Baby (6:10)
5. Etta James - 05 - Have Yourself a Merry Little Christmas (4:45)
6. Etta James - 06 - Santa Claus Is Coming to Town (6:22)
7. Etta James - 07 - White Christmas (5:52)
8. Etta James - 08 - The Christmas Song (Chestnuts Roasting on an Open Fire) (4:23)
9. Etta James - 09 - The Little Drummer Boy (Carol of the Drum) (4:59)
10. Etta James - 10 - Silent Night (4:49)
11. Etta James - 11 - Joy to the World (5:30)
12. Etta James - 12 - O Holy Night (4:50)
1998 - Life,Love & the Blues
1. Etta James - Born Under A Bad Sign (3:28)
2. Etta James - I Want To Ta Ta You, Baby (5:56)
3. Etta James - Here I Am (Come And Take Me) (4:55)
4. Etta James - Running Out Of Lies (5:03)
5. Etta James - Inner City Blues (Make Me Wanna Holler) (7:01)
6. Etta James - Spoonful (4:09)
7. Etta James - Life, Love & The Blues (5:17)
8. Etta James - Hoochie Coochie Gal (4:24)
9. Etta James - Cheating In The Next Room (4:57)
10. Etta James - If You Want Me To Stay (5:20)
11. Etta James - The Love You Save May Be Your Own (4:00)
12. Etta James - I'll Take Care Of You (4:59)
1999 - Heart Of A Woman
1. Etta James - You Don't Know What Love Is (5:28)
2. Etta James - Good Morning Heartache (5:28)
3. Etta James - My Old Flame (6:20)
4. Etta James - Say It Isn't So (4:55)
5. Etta James - At Last (4:40)
6. Etta James - Tenderly (5:27)
7. Etta James - I Only Have Eyes For You (6:35)
8. Etta James - I Got It Bad And It Ain't Good (6:25)
9. Etta James - You Go To My Head (4:21)
10. Etta James - Sunday Kind Of Love (6:00)
11. Etta James - If It's The Last Thing I Do (5:47)
12. Etta James - Only Women Bleed (4:50)
1999 - The Millenium Collection
1. Etta James - At Last (3:02)
2. Etta James - Something‘s Got A Hold On Me (2:49)
3. Etta James - All I Could Do Was Cry (2:57)
4. Etta James - Stop The Wedding (2:53)
5. Etta James - Pushover (2:56)
6. Etta James - Don‘t Cry Baby (2:27)
7. Etta James - Trust In Me (3:00)
8. Etta James - My Dearest Darling (3:00)
9. Etta James - Tell Mama (2:22)
10. Etta James - Almost Persuaded (3:22)
11. Etta James - I‘d Rather Go Blind (2:33)
2000 - Matriarch of the blues
1. Etta James - Gotta Serve Somebody (6:48)
2. Etta James - Don't Let My Baby Ride (5:15)
3. Etta James - Rhymes (4:36)
4. Etta James - Try A Little Tenderness (4:46)
5. Etta James - Miss You (6:00)
6. Etta James - Hawg For Ya (3:44)
7. Etta James - You're Gonna Make Me Cry (6:18)
8. Etta James - Walking The Back Streets (7:08)
9. Etta James - Let's Straighten It Out (5:24)
10. Etta James - Born On The Bayou (4:41)
11. Etta James - Come Back Baby (5:56)
12. Etta James - Hound Dog (3:43)
2000 - The best of Etta James
1. Etta James - (01) [Etta James] I Just Want To Make Love To You (3:05)
2. Etta James - (02) [Etta James] I'd Rather Go Blind (2:35)
3. Etta James - (03) [Etta James] Something's Got a Hold On Me (2:45)
4. Etta James - (04) [Etta James] Almost Persuaded (3:21)
5. Etta James - (05) [Etta James] Pushover (2:53)
6. Etta James - (06) [Etta James] Only Time Will Tell (3:18)
7. Etta James - (07) [Etta James] If I Can't Have You (2:45)
8. Etta James - (08) [Etta James] All I Could Do Was Cry (2:56)
9. Etta James - (09) [Etta James] Tell Mama (2:18)
10. Etta James - (10) [Etta James] I Found A Love (3:25)
11. Etta James - (11) [Etta James] I'm Gonna Take What He's Got (2:34)
12. Etta James - (12) [Etta James] I Worship The Ground You Walk On (2:26)
13. Etta James - (13) [Etta James] In The Basement - Part One (2:19)
14. Etta James - (14) [Etta James] Lovin' Arms (3:48)
15. Etta James - (15) [Etta James] Losers Weepers - Part One (3:00)
16. Etta James - (16) [Etta James] Leave Your Hat On (3:19)
17. Etta James - (17) [Etta James] Stop The Wedding (2:52)
18. Etta James - (18) [Etta James] At Last (3:04)
2000 - The Chess Box
CD1
1. Etta James - All I Could Do Is Cry (2:57)
2. Etta James - My Dearest Darling (3:04)
3. Etta James - If I Can't Have You (3:01)
4. Etta James - I Just Want to Make Love To You (3:08)
5. Etta James - Anything to Say You're Mine (2:37)
6. Etta James - In My Diary (2:37)
7. Etta James - Spoonful (2:49)
8. Etta James - A Sunday Kind of Love (3:18)
9. Etta James - At Last (3:02)
10. Etta James - Stormy Weather (3:10)
11. Etta James - Trust In Me (3:01)
12. Etta James - Don't Cry Baby (2:27)
13. Etta James - Fool That I Am (2:59)
14. Etta James - One For My Baby (And One More For the Road) (3:29)
15. Etta James - Waiting for Charlie (to Come Home) (2:08)
16. Etta James - Don't Get Around Much Anymore (2:28)
17. Etta James - Next Door to the Blues (2:51)
18. Etta James - I Don't Want It (2:20)
19. Etta James - Something's Got a Hold On Me (2:50)
20. Etta James - Stop the Wedding (2:53)
21. Etta James - These Foolish Things (Remind Me of You) (4:01)
22. Etta James - You Got Me Where You Want Me (2:53)
23. Etta James - I Want to Be Loved (But Only By You) (3:27)
24. Etta James - Prisoner of Love (2:15)
25. Etta James - Pushover (2:57)
26. Etta James - Be Honest With Me (3:05)
CD2
1. Etta James - Would It Make Any Difference to You (2:39)
2. Etta James - Look Who's Blue (2:26)
3. Etta James - Payback (2:40)
4. Etta James - Two Sides (To Every Story) (3:03)
5. Etta James - At Last (Live) (3:12)
6. Etta James - Baby What You Want Me To Do (Live) (4:18)
7. Etta James - Lovin' You More Every Day (3:22)
8. Etta James - I Wish Someone Would Care (2:37)
9. Etta James - Bobby Is His Name (3:31)
10. Etta James - Only Time Will Tell (3:23)
11. Etta James - (I Don't Need Nobody To Tell Me) How To Treat My Baby (3:03)
12. Etta James - In the Basement, Part 1 (2:23)
13. Etta James - Lover Man (Oh, Where Can He Be?) (3:54)
14. Etta James - Do I Make Myself Clear (3:00)
15. Etta James - I Prefer You (3:05)
16. Etta James - It Must Be Your Love (2:59)
17. Etta James - 842-3089 (Call My Name) (3:01)
18. Etta James - I'd Rather Go Blind (2:35)
19. Etta James - Tell Mama (2:23)
20. Etta James - Do Right Woman, Do Right Man (3:00)
21. Etta James - Security (2:30)
22. Etta James - I Worship the Ground You Walk On (2:26)
23. Etta James - You Took It (2:38)
24. Etta James - Almost Persuaded (3:22)
25. Etta James - You Got It (2:26)
26. Etta James - Light My Fire (2:51)
CD3
1. Etta James - Slow and Easy (3:20)
2. Etta James - Soul of a Man (3:15)
3. Etta James - Miss Pitiful (2:24)
4. Etta James - Finders Keepers, Losers Weepers (3:02)
5. Etta James - I Found A Love (3:28)
6. Etta James - W.O.M.A.N. (3:17)
7. Etta James - Never My Love (3:52)
8. Etta James - I Never Meant to Love Him (3:52)
9. Etta James - You Lost That Lovin' Feelin' (6:11)
10. Etta James - Sail Away (4:00)
11. Etta James - Down So Low (3:42)
12. Etta James - All the Way Down (5:35)
13. Etta James - God's Song (That's Why I Love Mankind) (3:39)
14. Etta James - Feelin' Uneasy (2:49)
15. Etta James - St. Louis Blues (4:32)
16. Etta James - Gonna Have Some Fun Tonight (4:04)
17. Etta James - Let's Burn Down the Cornfield (3:46)
18. Etta James - Sookie Sookie (3:11)
19. Etta James - Out On the Street Again (4:21)
20. Etta James - Lovin' Arms (3:48)
2001 - Blue Gardenia
1. Etta James - This Bitter Earth (4:20)
2. Etta James - He's Funny That Way (6:00)
3. Etta James - In My Solitude (5:16)
4. Etta James - There is No Greater Love (5:18)
5. Etta James - Don't Let the Sun Catch You Crying (5:18)
6. Etta James - Love Letters (3:59)
7. Etta James - These Foolish Things (5:14)
8. Etta James - Come Rain or Come Shine (5:39)
9. Etta James - Don't Worry 'Bout Me (5:52)
10. Etta James - Cry Me A River (5:02)
11. Etta James - Don't Blame Me (5:01)
12. Etta James - My Man (5:09)
13. Etta James - Blue Gardenia (5:08)
2002 - Burning Down The House
1. Etta James and the Roots Band - Introduction Come To Mama (5:07)
2. Etta James and the Roots Band - I Just Want To Make Love To You (2:37)
3. Etta James and the Roots Band - Born To Be Wild (2:48)
4. Etta James and the Roots Band - Iґd Rather Go Blind (6:51)
5. Etta James and the Roots Band - All The Way Down (6:51)
6. Etta James and the Roots Band - Breaking Up Somebodyґs Home (4:58)
7. Etta James and the Roots Band - At Last (5:50)
8. Etta James and the Roots Band - You Can Leave Your Hat On (7:25)
9. Etta James and the Roots Band - Somethingґs Got A Hold On Me (5:18)
10. Etta James and the Roots Band - Your Good Thing Is About To End (8:48)
11. Etta James and the Roots Band - Rock Me Baby (5:31)
12. Etta James and the Roots Band - Love & Happiness (3:54)
13. Etta James and the Roots Band - Take Me To The River (2:38)
14. Etta James and the Roots Band - My Funny Valentine (7:52)
15. Etta James and the Roots Band - Band credits (2:03)
16. Etta James and the Roots Band - Sugar On The Floor (10:41)
17. Etta James and the Roots Band - End credits (1:59)
2003 - Let's Roll
1. Etta James - Somebody To Love (5:48)
2. Etta James - The Blues Is My Business (3:33)
3. Etta James - Leap Of Faith (4:00)
4. Etta James - Strongest Weakness (4:53)
5. Etta James - Wayward Saints Of Memphis (5:42)
6. Etta James - Lie No Better (3:31)
7. Etta James - Trust Yourself (4:45)
8. Etta James - A Change Is Gonna Do Me Good (5:23)
9. Etta James - Old Weakness (3:12)
10. Etta James - Stacked Deck (8:01)
11. Etta James - On The 7th Day (5:01)
12. Etta James - Please, No More (4:40)
2004 - Blues To The Bone
1. Etta James - Got My Mojo Working (3:34)
2. Etta James - Don't Start Me To Talking (2:50)
3. Etta James - Hush Hush (3:33)
4. Etta James - Lil' Red Rooster (3:52)
5. Etta James - That's Alright (3:42)
6. Etta James - Crawlin' King Snake (5:30)
7. Etta James - Dust My Broom (3:33)
8. Etta James - The Sky is Crying (3:58)
9. Etta James - Smokestack Lightnin' (6:47)
10. Etta James - You Shook Me (3:49)
11. Etta James - Driving Wheel (2:56)
12. Etta James - Honey, Don't Tear My Clothes (3:31)
2005 - The Complete Modern and Kent Recordings 1955-1961 (Vynyl)
CD1
1. Etta James - Wallflower (3:07)
2. Etta James - Hold Me, Squeeze Me (2:32)
3. Etta James - Hey Henry (2:54)
4. Etta James - Be Mine (2:51)
5. Etta James - Good Rockin' Daddy (2:28)
6. Etta James - Crazy Feeling (3:19)
7. Etta James - W-O-M-A-N (2:47)
8. Etta James - That's All (2:16)
9. Etta James - My One and Only (2:31)
10. Etta James - I'm a Fool (2:32)
11. Etta James - Shortnin' Bread Rock (2:32)
12. Etta James - Tears of Joy (2:29)
13. Etta James - Tough Lover (2:11)
14. Etta James - Fools We Mortals Be (2:23)
15. Etta James - Good Lookin' (2:11)
16. Etta James - Then I'll Care (2:34)
17. Etta James - Pick-Up (2:22)
18. Etta James - Market Place (2:57)
19. Etta James - Come What May (2:07)
20. Etta James - By the Light of the Silvery Moon (2:13)
CD2
1. Etta James - Baby Baby Every Night (2:25)
2. Etta James - Sunshine of Love (2:27)
3. Etta James - How Big a Fool (2:41)
4. Etta James - If It Ain't One Thing (2:18)
5. Etta James - I Hope You're Satisfied (3:05)
6. Etta James - Dance with Me, Henry (2:24)
7. Etta James - Don't You Remember (3:03)
8. Etta James - Hickory Dickory Dock (3:03)
9. Etta James - Nobody Loves You Like Me (2:27)
10. Etta James - We're in Love (1:48)
11. Etta James - You Know What I Mean (3:06)
12. Etta James - Strange Things Happening (2:32)
13. Etta James - Be My Lovey Dovey (2:03)
14. Etta James - Tough Lover (2:30)
15. Etta James - Good Lookin' (2:09)
16. Etta James - Hey Henry (2:59)
17. Etta James - Crazy Feeling (3:20)
18. Etta James - Market Place (2:53)
19. Etta James - Hey Henry (2:20)
20. Etta James - Good Rockin' Daddy (2:32)
21. Etta James - How Big a Fool (2:49)
22. Etta James - That's All (2:13)
2006 - The Definitive Collection
01 The Wallflower (Dance With Me Henry)
02 Good Rockin' Daddy
03 W-O-M-A-N
04 All I Could Do Is Cry
05 If I Can't Have You
06 My Dearest Darling
07 At Last
08 Don't Cry Baby
09 A Sunday Kind Of Love
10 Trust In Me
11 Something's Got A Hold On Me
12 Stop The Wedding
13 Pushover
14 Tell Mama
15 I'd Rather Go Blind
16 Security
17 All The Way Down
18 Take It To The Limit
19 Damn Your Eyes
20 Whatever Gets You Through The Night
21 The Man I Love
22 I've Been Loving You Too Long
23 The Sky Is Crying
2006 - All the way
1. Etta James - All The Way (3:35)
2. Etta James - Stop On By (4:07)
3. Etta James - Strung Out (7:10)
4. Etta James - Somewhere (2:14)
5. Etta James - Holding Back The Years (4:18)
6. Etta James - Imagine (3:38)
7. Etta James - I Believe I Van Fly (5:08)
8. Etta James - It's A Man's Man's World (4:53)
9. Etta James - Purple Rain (5:45)
10. Etta James - What's Going On (4:27)
11. Etta James - Calling You (6:13)
2007 - Jazz
1. Etta James - 01 Stormy weather (3:08)
2. Etta James - 02 Fool that am I (2:57)
3. Etta James - 03 Don't get around much anymore (2:27)
4. Etta James - 04 Dream (2:25)
5. Etta James - 05 One for my baby (and one more for the road) (3:27)
6. Etta James - 06 Don't take your love from me (3:35)
7. Etta James - 07 Don't blame me (2:23)
8. Etta James - 08 These foolish things (remind of you) (4:00)
9. Etta James - 09 Prisoner of love (2:14)
10. Etta James - 10 Lover man (oh, where can he be ) (3:54)
11. Etta James - 11 Misty (3:13)
12. Etta James - 12 I got it bad (and that ain't good) (4:31)
2007 - Gold (Remastered)
CD1
01 The Wallflower
02 Good Rockin' Daddy
03 Tough Lover
04 All I Could Do Is Cry
05 If I Can't Have You
06 My Dearest Darling
07 A Sunday Kind Of Love
08 At Last
09 Trust In Me
10 Don't Cry Baby
11 Fool That I Am
12 Waiting For Charlie (To Come Home)
13 Somethings Got A Hold On Me
14 Next Door To The Blues
15 Stop The Wedding
16 These Foolish Things (Remind Me Of You)
17 Pushover
18 Baby, What You Want Me To Do
CD2
01 Loving You More Every Day
02 In The Basement (Part One)
03 Tell Mama
04 I'd Rather Go Blind
05 Security
06 Almost Persuadded
07 Losers Weepers (Part One)
08 All The Way Down
09 Gods Song (Thats Why I Love Mankind)
10 Feeling Uneasy
11 Let's Burn Down The Cornfield
12 Loving Arms
13 Take It To The Limit
14 Damn Your Eyes
15 Whatever Gets You Through The Night
16 The Man I Love
17 The Blues Is My Business
18 The Sky Is Crying

## Coletâneas
- The Essential Etta James (1993)
- Etta James: Her Best (The Chess 50th Anniversary Collection) (1997)
- 20th Century Masters: The Best Of Etta James (Millennium Collection) (1999)
- The Chess Box (2000)
- Love Songs (2001)
- Gold (2007)
- Playlist: The Best of Etta James (2009)
- The Definitive Collection (2006)
- The Inspirational Collection (2009)